# Socjalizm (wiersz)
Socjalizm – wiersz Cypriana Kamila Norwida napisany przed 1862, będący nową wersją wiersza Czasy.

## O wierszu
Przed 1862 Norwid sporządził nową wersję wiersza Czasy, który zatytułował najpierw Socjalizm 1848, to jest socjalizm Wiosny Ludów. W stosunku do pierwszej wersji utworu, w której poeta przeznaczył na przedstawienie stanowiska swych oponentów jedynie dwa wersy, a pozostałe dziesięć na polemikę z nimi, w nowej wersji każdej ze stron przyznał po sześć wersów. Wiersz ostatecznie pod tytułem Socjalizm trafił do zbioru Vade-mecum jako jego trzecie ogniwo. Po raz pierwszy opublikował go Kazimierz Sowiński w 1953 w Turnbridge Wells̼.

## Kontekst
Wiersz stanowi polemikę z lewicą heglizmu, z socjalistami. Norwid zapatruje się sceptycznie na optymizm rewolucjonistów, na adwentystyczne wizje wysnute z heglizmu. Cóż z tego, że zmieniają się formy ludzkiego współżycia, kiedy na zmianę moralności i sumienia człowieka trzeba będzie jeszcze długo poczekać, żeby odpracować dzieje zbrodni i gwałtów i zaszczepić na nich wrażliwość na drugiego człowieka.

## Treść
Ludzie, choć napiętnowani przez różne rasy i języki, głoszą, że nastąpił czas podziału na złych i wybranych, na śpiewy Hosanna i skargi. Starodawny wąż, Pyton, został strącony do otchłani. Pieniądz stał się już tylko symbolem, a handel – harmonią. Lecz dziejów praca jeszcze nieskończona, jak wypychanie głazu pod górę, jeśli się cofniesz, naprze na ciebie i gotów zmiażdżyć ci głowę. O nieskończona jeszcze Dziejów praca, / Nie-prze-palony jeszcze glob, Sumieniemǃ